# Barbara Brylska
Barbara Brylska (Skotniki, 5 juni 1941) is een actrice uit Polen.
Ze studeerde aan de theaterschool in Łódź en in 1967 studeerde ze af aan de theaterschool in Warschau. Ze speelde rollen in verschillende Oost-Europese landen, waaronder Oost-Duitsland, Sovjet-Unie en Joegoslavië.

## Filmografie
- Bibsys: 9011513
- Bibliothèque nationale de France: cb139659889 (data)
- Gemeinsame Normdatei: 13769749X
- International Standard Name Identifier: 0000 0001 1476 0615
- Library of Congress Control Number: no00001502
- Nationale Bibliotheek van Letland: 000271268
- Nationale Bibliotheek van Tsjechië: ola2002157679
- Nationale Bibliotheek van Polen: a0000001202264
- Système universitaire de documentation: 09813907X
- Virtual International Authority File: 81847174
- WorldCat: E39PBJvmPvf8jkFqM3yJrDVwG3